# Nore (Regno Unito)
Il Nore è un banco di sabbia alla foce del Tamigi, in Inghilterra. Marca il punto in cui il Tamigi incontra il Mare del Nord, circa a metà tra Havengore Creek, nell'Essex, e Warden Point, sull'isola di Sheppey, nel Kent.
Fino al 1964 segnalava il limite dell'Autorità Portuale di Londra. Siccome il banco di sabbia rappresenta un pericolo per la navigazione in entrata ed uscita da Londra, nel 1732 vi fu installata la prima nave faro al mondo. La nave faro divenne un importante punto cospicuo, utilizzato come punto di ritrovo dalle navi nell'area. Oggi la secca è segnalata dalla boa Sea Search 1.
Il Nore dà il suo nome all'ancoraggio utilizzato dalla flotta del Mare del Nord della Royal Navy e alla base di comando della RN lì vicine. 
Fu il luogo di un famoso ammutinamento nel 1797.